# Orosz László (labdarúgó)
Orosz László (Komárom, 1938. május 19. – 2019. március 3.(k. n.)) magyar bajnok labdarúgó, csatár, sportgyúró, edző.

## Pályafutása
1959 nyaráig a Komáromi Textilesben szerepelt.
1960-as évek Győri Vasas ETO sikercsapatának a tagja volt. 1963 őszén bajnokságot nyert a csapattal. Részese volt a sorozatban háromszor magyar kupagyőzelmet szerző győri együttesnek 1965 és 1967 között. 1967-ben a bajnokságban harmadik a csapattal. 1968-ban a Győri Dózsa játékosa lett. Az 1970-es években alacsonyabb osztályban hagyta abba az aktív labdarúgást.
Visszavonulása után 32 évig az ETO gyúrója volt. Edzői szakképesítést is szerzett és Ménfőcsanakon edzőként is dolgozott.

## Sikerei, díjai
- Magyar bajnokság
  - bajnok: 1963-ősz
  - 3.: 1967
- Magyar Kupa (MNK)
  - győztes: 1965, 1966, 1967
  - döntős: 1964

## jegyzetek
1. ↑  Népsport, 15. évfolyam, 1959-06-19, 121. szám, 1. oldal, A Dózsa győzni akar
2. ↑  Kisalföld, 13. évfolyam, 1968-01-11, 8. szám,5. oldal, Készül a Győri Dózsa is